# Presente
Il presente è un punto nella linea temporale dell'osservatore, posto tra il passato e il futuro.

## Definizione
Pur sembrando scontata, la definizione di "presente" risulta invece più complessa di quanto possa apparire. Essa può infatti variare in base alla collocazione spaziale dell'osservatore.
In tal senso non è possibile stabilire - in via assoluta - un flusso temporale univoco che identifichi il passato, il presente e il futuro.

## L'approccio filosofico
La filosofia attribuisce, a ciascun tempo, un tipo di percezione:
- La memoria al passato[5];
- La percezione sensoriale al presente;
- L'immaginazione al futuro.

Rapportato a grandezze inferiori di tempo, è paragonabile all'oggi: analogamente, passato e futuro sono assimilati allo ieri e al domani.
Secondo il filosofo Agostino d'Ippona il tempo presente è l'unica tipologia di tempo concepibile; egli infatti ritiene che – a causa della sua definizione del tempo come «distensio animi» –, nel momento in cui pensiamo, non sia possibile parlare né di passato, né di futuro, poiché il primo è già trascorso, mentre il secondo deve ancora attuarsi, bensì di «presente del passato» e di «presente del futuro».